# Ngữ hệ Nin-Sahara
Ngữ hệ Nin-Sahara hay Ngữ hệ Nin-Sahara là một ngữ hệ được đề xuất, được nói bởi khoảng 50–60 triệu người thuộc các dân tộc Nin, cư ngụ chủ yếu tại thượng nguồn sông Chari và sông Nin, gồm cả vùng Nubia, phía bắc nơi hai phụ lưu của sông Nin hợp nhất. Ngữ hệ này hiện diện tại 17 quốc gia tại nửa bắc châu Phi: từ Algérie tới Bénin ở phía tây; từ Libya tới Cộng hòa Dân chủ Congo ở trung tâm; và từ Ai Cập tới Tanzania ở phía đông.
Như cái tên đã cho thấy, ngữ hệ Nin-Sahara phân bố tại vùng đại lưu vực sông Nin và Sahara. Tám phân nhóm của hệ này (trừ Kunama, Kuliak, và Songhay) xuất hiện ở hai quốc gia Sudan và Nam Sudan, nơi con sông Nin chảy qua.
Trong tác phẩm The Languages of Africa (1968), Joseph Greenberg đặt tên cho nhóm này và cho rằng đây là một nhóm đơn ngành (phát sinh từ cùng một gốc). Nó gồm những ngôn ngữ không nằm trong các hệ Niger–Congo, Phi Á, hay Khoisan. Các học giả không chứng minh được rằng Nin-Sahara là một ngữ hệ hợp lệ và họ thường xem nó như một kiểu "thùng rác", chứa tất cả những ngôn ngữ không thuộc ba nhóm kia.